# Rathaus (Karlsruhe)
Das Rathaus am Marktplatz in Karlsruhe geht auf das Jahr 1805 zurück.
1811 wurde das frühere Rathaus, das ursprünglich im Jahr 1728 errichtet wurde, abgerissen. Das heutige Rathaus wurde 1805 bis 1825 nach den Plänen des Karlsruher Architekten Friedrich Weinbrenner in mehreren Schritten gebaut; für das Rathaus in der jetzigen Form wurde erst 1821 der Grundstein gelegt. Es wurde am 28. Januar 1825 eingeweiht. Wegen finanzieller Schwierigkeiten verzögerte sich die Fertigstellung lange.
Das Rathaus wurde im Zweiten Weltkrieg am 27. September 1944 zerstört und in den Jahren 1948 bis 1955 wiederaufgebaut. Am 13. Dezember 1955 wurde es feierlich eröffnet.
Die klassizistische Architektur des Gebäudes ähnelt der der gegenüberliegenden Stadtkirche. Auf dem Turm befindet sich eine etwa 1,8 m große Figur des Gottes Merkur.
Das Karlsruher Glockenspiel im Rathaus entstand bei der Karlsruher Glocken- und Kunstgießerei und wurde im Dezember 1981 in Betrieb genommen. Es besteht aus 42 Bronzeglocken mit einem Tonumfang von g1 bis c5 (über 3½ Oktaven). Es handelt sich um eine temperierte Stimmung. Die einzelnen Glocken wurden als „Moll“-Glocken progressiv gegossen, das heißt: große Glocken wurden leicht, kleine überschwer gegossen. Die größte Glocke g1 wiegt fast 600 Kilogramm, die kleinste c5 etwa 17 Kilogramm. Das Gesamtgewicht der Glocken beträgt 4.107 Kilogramm. Aufgrund der U-Strab-Baumaßnahmen auf dem Marktplatz wurde das Glockenspiel im Juli 2013 außer Betrieb genommen. 2020 fand eine umfangreiche Sanierung durch die Glockengießerei Royal Eijsbouts statt, die Wiederinbetriebnahme erfolgte im November 2020.